# Inishloe
Inishloe (irs. Inis Lua – Nisko otok) je nenaseljeni otok na rijeci Fergus i gradsko područje u župi Kildysart u okrugu Clare, Irska.

## Geografija
Površina otoka je 52,68 ha.

## Demografija
Nenaseljen je od 1976.
Tablica desno prikazuje podatke preuzete iz Discover the Islands of Ireland (Alex Ritsema, Collins Press, 1999.) i irski popis stanovništva.